# 2009 w paleontologii

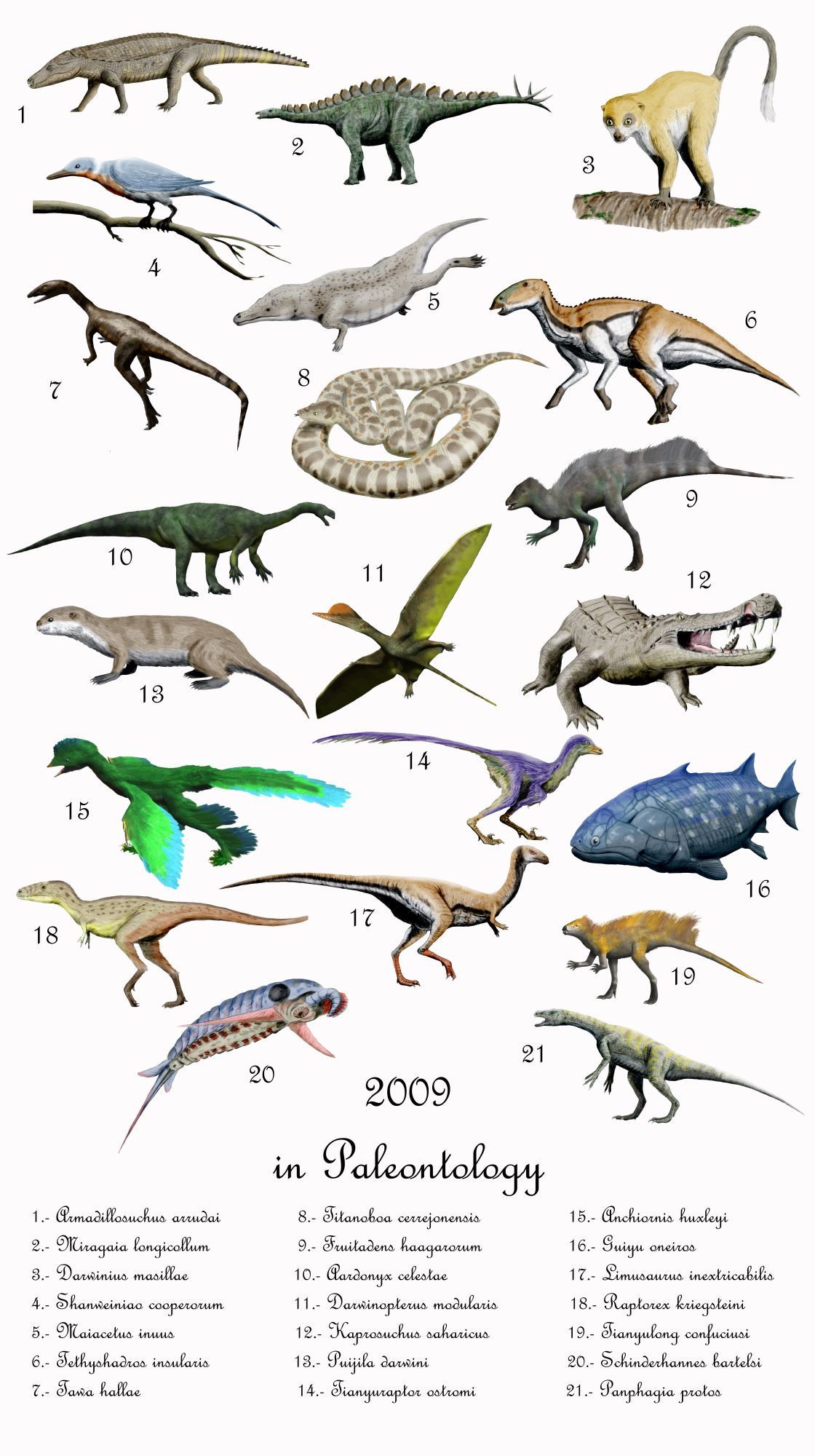
Przykładowe gatunki prehistorycznych zwierząt opisane w 2009 roku

Paleontologia (od gr. palaios – stary + on – byt + logos – nauka) – nauka o organizmach kopalnych, wyprowadzająca na podstawie skamieniałości i śladów działalności życiowej organizmów wnioski ogólne o życiu w przeszłości geologicznej. Ściśle związana z naukami biologicznymi i geologią, posługuje się często fizyką i chemią.

## Dinozaury
Rodzaje dinozaurów opisane w 2009
| Nazwa            | Status | Autorzy                                                                                             | Autorzy                                                                            | Uwagi                                                                 | Ilustracje |
| ---------------- | ------ | --------------------------------------------------------------------------------------------------- | ---------------------------------------------------------------------------------- | --------------------------------------------------------------------- | ---------- |
| Adeopapposaurus  | Ważny  | - R. N. Martínez                                                                                    |                                                                                    |                                                                       |            |
| Aerosteon        | Ważny  | - Sereno - R. N. Martinez - J. A. Wilson                                                            | - Varricchio - Alcober                                                             | Pierwszy opis ukazał się w internetowym czasopiśmie „PLoS ONE” w 2008 |            |
| Albalophosaurus  | Ważny  | - Ohashi                                                                                            | - Barrett                                                                          |                                                                       |            |
| Anchiornis       | Ważny  | - Xu X. - Zhao Q. - Norell - C. Sullivan - Hone                                                     | - Erickson - Wang X. L. - Han F. - Guo                                             |                                                                       |            |
| Angulomastacator | Ważny  | - Wagner                                                                                            | - Lehman                                                                           |                                                                       |            |
| Arenysaurus      | Ważny  | - Xabier Pereda-Suberbiolaa - José Ignacio Canudob - Penélope Cruzado-Caballerob - José Luis Barcoc | - Nieves López-Martínezd - Oriol Omse - José Ignacio Ruiz-Omeñaca                  |                                                                       |            |
| Australovenator  | Ważny  | - Hocknull - White - Tischler - Cook                                                                | - Calleja - T. Sloan - Elliott                                                     |                                                                       |            |
| Baotianmansaurus | Ważny  | - Zhang X. - Lü J. - Xu L. - Li J. - Yang L.                                                        | - Hu W. - Jia S. - Ji Q. - Zhang C.                                                |                                                                       |            |
| Barrosasaurus    | Ważny  | - Salgado                                                                                           | - Coria                                                                            |                                                                       |            |
| Ceratonykus      | Ważny  | - Alifanov                                                                                          | - Barsbold                                                                         |                                                                       |            |
| Diamantinasaurus | Ważny  | - Hocknull - White - Tischler - Cook                                                                | - Calleja - T. Sloan - Elliott                                                     |                                                                       |            |
| Elrhazosaurus    | Ważny  | - Galton                                                                                            |                                                                                    | Nowa nazwa rodzajowa dla „Valdosaurus” nigeriensis                    |            |
| Helioceratops    | Ważny  | - Jin L. - Chen J.                                                                                  | - Zan S. - P. Godefroit                                                            |                                                                       |            |
| Hesperonychus    | Ważny  | - Longrich                                                                                          | - Currie                                                                           |                                                                       |            |
| Jintasaurus      | Ważny  | - You Hailu                                                                                         | - Li Daqing                                                                        |                                                                       |            |
| Kemkemia         | Ważny  | - Cau                                                                                               | - Maganuco                                                                         |                                                                       |            |
| Kinnareemimus    | Ważny  | - E. Buffetaut - V. Suteethorn - H. Tong                                                            |                                                                                    |                                                                       |            |
| Kol              | Ważny  | - Turner - Nesbitt - Norell                                                                         |                                                                                    |                                                                       |            |
| Leshansaurus     | Ważny  | - Li - Peng                                                                                         | - Jiang - Huang                                                                    |                                                                       |            |
| Levnesovia       | Ważny  | - Sues                                                                                              | - Awerianow                                                                        |                                                                       |            |
| Limusaurus       | Ważny  | - Xu X. - J.M. Clark - Mo J. - J. Choiniere - C.A. Forster - G. Erickson - D. Hone - C. Sullivan    | - D. Eberth - S. Nesbitt - Zhao Qi - R. Hernandez - Chengkai Jia - Han F. - Guo Yu |                                                                       |            |
| Malarguesaurus   | Ważny  | - González Riga - Previtera                                                                         | - Pirrone                                                                          |                                                                       |            |
| Minotaurasaurus  | Ważny  | - Clifford A. Miles                                                                                 | - Clark J. Miles                                                                   |                                                                       |            |
| Miragaia         | Ważny  | - Mateus - Maidment                                                                                 | - Christiansen                                                                     |                                                                       |            |
| Owenodon         | Ważny  | - Galton                                                                                            |                                                                                    | Nowa nazwa rodzajowa dla „Iguanodon” hoggii                           |            |
| Panphagia        | Ważny  | - R. N. Martinez                                                                                    | - O. A. Alcober                                                                    |                                                                       |            |
| Qiaowanlong      | Ważny  | - You Hailu                                                                                         | - Li Daqing                                                                        |                                                                       |            |
| Raptorex         | Ważny  | - Sereno - Brusatte - Kriegstein                                                                    | - Zhao - Cloward                                                                   |                                                                       |            |
| Ruyangosaurus    | Ważny  | - Lü J. - Xu L. - Jia S. - Zhang X.L.                                                               | - Zhang J.M. - Yang L.L. - You H.-L. - Ji Q.                                       |                                                                       |            |
| Shaochilong      | Ważny  | - S. Brusatte - R.B.J. Benson - D. Chure - Xu X.                                                    | - D. Hone - Pan S. - Tang W.                                                       | Nowa nazwa rodzajowa dla „Chilantaisaurus” maortuensis                |            |
| Shidaisaurus     | Ważny  | - Wu X. - P.J. Currie - Dong Z.                                                                     | - Pan S. - Tang W.                                                                 |                                                                       |            |
| Sinotyrannus     | Ważny  | - Ji - Ji                                                                                           | - Zhang                                                                            |                                                                       |            |
| Skorpiovenator   | Ważny  | - J.I. Canale - C.A. Scanferla                                                                      | - F. Agnolin - F.E. Novas                                                          |                                                                       |            |
| Spinophorosaurus | Ważny  | - Remes - Ortega - Fierro                                                                           | - Joger - Kosma - Ferrer                                                           |                                                                       |            |
| Tatankacephalus  | Ważny  | - Parsons                                                                                           | - Parsons                                                                          |                                                                       |            |
| Tawa             | Ważny  | - Nesbitt - Smith - Irmis                                                                           | - Turner - Downs - Norell                                                          |                                                                       |            |
| Tethyshadros     | Ważny  | - Dalla Vecchia                                                                                     |                                                                                    |                                                                       |            |
| Tianyulong       | Ważny  | - Zhang F. - You H.-L.                                                                              | - Xu X. - Dong Z.                                                                  |                                                                       |            |
| Wintonotitan     | Ważny  | - Hocknull - White - Tischler - Cook                                                                | - Calleja - T. Sloan - Elliott                                                     |                                                                       |            |
| Zanabazar        | Ważny  | - Norell - Makovicky - Bever - Balanoff                                                             | - Clark - Barsbold - Rowe                                                          | Nowa nazwa rodzajowa dla „Saurornithoides” junior                     |            |

## Pterozaury

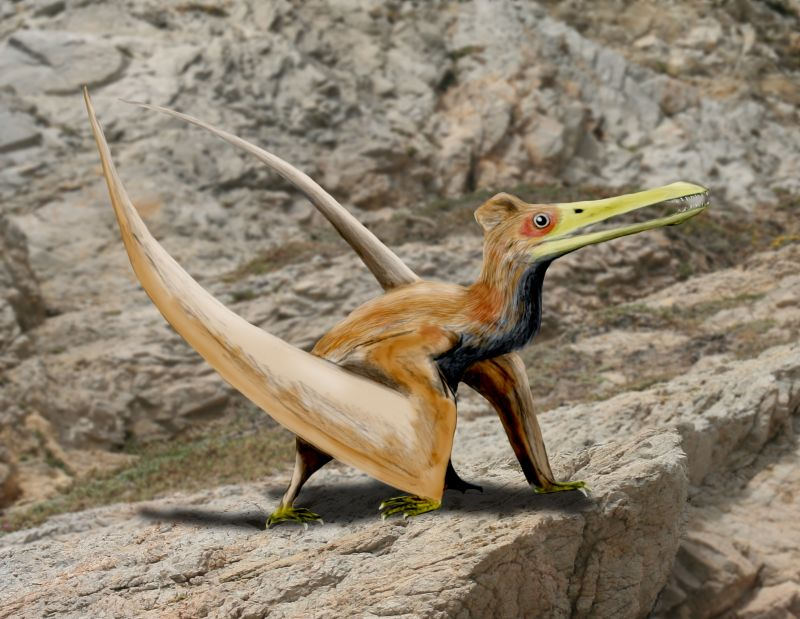
Ningchengopterus

| Nazwa             | Status | Autorzy                         | Uwagi |
| ----------------- | ------ | ------------------------------- | ----- |
| Carniadactylus    | Ważny  | - Dalla Vecchia                 |       |
| Changchengopterus | Ważny  | - Lü                            |       |
| Ningchengopterus  | Ważny  | - Lü                            |       |
| Wukongopterus     | Ważny  | - Wang - Kellner - Jiang - Meng |       |

## Krokodylomorfy
| Nazwa           | Status | Autorzy              | Uwagi | Ilustracje |
| --------------- | ------ | -------------------- | ----- | ---------- |
| Armadillosuchus | Ważny  | - Marinho - Carvalho |       |            |
| Coringasuchus   | Ważny  | - Kellner et al.     |       |            |
| Kaprosuchus     | Ważny  | - Sereno & Larsson   |       |            |
| Khoratosuchus   | Ważny  | - Lauprasert et al.  |       |            |
| Laganosuchus    | Ważny  | - Sereno & Larsson   |       |            |
| Yacarerani      | Ważny  | - Novas et al.       |       |            |

## Plezjozaury
| Nazwa          | Status | Autorzy                   | Autorzy | Uwagi                                          |
| -------------- | ------ | ------------------------- | ------- | ---------------------------------------------- |
| Gallardosaurus | Ważny  | - Gasparini               |         |                                                |
| Nichollssaura  | Ważny  | - Druckenmiller - Russell |         | Nowa nazwa rodzajowa dla „Nichollsia” borealis |

|  |
|  |

## Pozostałe gady
| Nazwa          | Status | Autorzy                                                                        | Autorzy                                                                       | Uwagi | Ilustracje |
| -------------- | ------ | ------------------------------------------------------------------------------ | ----------------------------------------------------------------------------- | ----- | ---------- |
| Titanoboa      | Ważny  | - Jason J. Head - Jonathan I. Bloch - Alexander K. Hastings - Jason R. Bourque | - Edwin A. Cadena - Fabiany A. Herrera - P. David Polly - Carlos A. Jaramillo |       |            |
| Hypselorhachis | Ważny  | - Butler et al.                                                                |                                                                               |       |            |
| Angolachelys   | Ważny  | - Mateus et al.                                                                |                                                                               |       |            |

## Ssaki
| Nazwa        | Status | Autorzy                                                                          | Autorzy                                                                                 | Uwagi | Ilustracje |
| ------------ | ------ | -------------------------------------------------------------------------------- | --------------------------------------------------------------------------------------- | ----- | ---------- |
| Corriebaatar | Ważny  | - T. Rich - P. Vickers-Rich - T. Flannery - B. Kear - D. Cantrill - P. Kowarower | - L. Kool - D. Pickering - P. Trusler - S. Morton - N. van Klaveren - E.M.G. Fitzgerald |       |            |
| Darwinius    | Ważny  | - J. Franzen - P. Gingerich - J. Habersetzer                                     | - J. Hurum - W. von Koenigswald - B. Holly Smith                                        |       |            |
| Domningia    | Ważny  | - J.G.M. Thewissen                                                               | - S. Bajpai                                                                             |       |            |
| Maiacetus    | Ważny  | - P. Gingerich - M. ul-Haq - W. von Koenigswald                                  | - W. Sanders - B. Holly Smith - I. Zalmout                                              |       |            |
| Puijila      | Ważny  | - N. Rybczynski - M. Dawson                                                      | - R. Tedford                                                                            |       |            |

## Ryby
| Nazwa       | Status | Autorzy        | Autorzy | Uwagi | Ilustracje |
| ----------- | ------ | -------------- | ------- | ----- | ---------- |
| Guiyu       | Ważny  | - Min et al.   |         |       |            |
| Megapiranha | Ważny  | - Cione et al. |         |       |            |

## Bezkręgowce
| Nazwa          | Status | Autorzy           | Autorzy | Uwagi | Ilustracje |
| -------------- | ------ | ----------------- | ------- | ----- | ---------- |
| Keuppia        | Ważny  | - Fuchs - Bracchi | - Weiss |       |            |
| Styletoctopus  | Ważny  | - Fuchs - Bracchi | - Weiss |       |            |
| Schinderhannes | Ważny  | - Kühl - Briggs   | - Rust  |       |            |